# Famciclovir
El famciclovir és un medicament antiviral anàleg a la guanina que s'utilitza per al tractament de les infeccions causades pel virus de l'herpes zoster. Impedeix la replicació de l'ADN viral i així escurça la malaltia. Altres fàrmacs de la mateixa família són l'aciclovir i el valaciclovir. És un profàrmac, de major biodisponibilitat oral, del penciclovir que és la substància farmacològicament activa.

## Indicacions
Està indicat en el tractament de l'herpes zoster, l'herpes genital i per evitar recurrències en les infeccions per herpes simple en pacients afectats per HIV.

## Dosis
Està disponible en comprimits de 125, 250, 500 i 750 mg. Pel tractament de l'herpes zoster la dosis habitual és 500 mg cada 8 hores (tres cops al dia) durant 7 dies.
És un producte amb nefrotoxicitat i requereix ajustament de la dosi en pacients amb insuficiència renal o insuficiència hepàtica.